# Panagrellus redividus
Panagrellus redividus är en rundmaskart som beskrevs av Robert Folger Thorne 1938. Panagrellus redividus ingår i släktet Panagrellus och familjen Panagrolaimidae. Inga underarter finns listade i Catalogue of Life.